# 집에어 도쿄
집에어 도쿄(영어: ZIPAIR Tokyo)는 일본항공을 모기업으로 두고 있는 하이브리드 항공사이다.

## 운항 노선
- 대한민국
  - 서울 - 인천국제공항
- 미국
  - 로스앤젤레스 - 로스앤젤레스 국제공항
  - 산호세 - 산호세 국제공항
  - 샌프란시스코 - 샌프란시스코 국제공항
  - 호놀룰루 - 대니얼 K. 이노우에 국제공항
  - 휴스턴 - 조지 부시 인터콘티넨털 공항 - (2025년 3월 4일 신규취항)
- 싱가포르
  - 싱가포르 - 싱가포르 창이 국제공항[3]
- 일본
  - 도쿄 - 나리타 국제공항 허브
- 태국
  - 방콕 - 수완나품 국제공항
- 필리핀
  - 마닐라 - 니노이 아키노 국제공항

## 보유 기종
- 2020년 11월 기준으로 집에어 도쿄는 다음과 같이 보유하고 있다.

## 같이 보기
- 일본항공